# Зейдеман, Иоганн Карл
Иоганн Карл Зейдеман (нем. Johann Karl Seidemann; 10 апреля 1807, Дрезден — 5 августа 1879, там же) — немецкий историк.
Был пастором близ Дрездена, благодаря чему мог заниматься в его архивах. Когда в 1849 умер В. М. Л. де Ветте, не окончив издания писем Лютера, этот труд был поручен Зейдеману. В 1857 Зейдеман в своих «Lathersbriefe» дал новое дополнение к прежней работе и доставил много ценного материала К. А. Х. Буркгардту для его «Briefwechsel Dr. Mart. Luthers». 
Сочинения Зейдемана: 
- «Beiträge zur sächsischen Dorfes-, Adels-, Kirchen— und Litteraturgeschichte» (1840);
- «Thomas Müntzer» (1842);
- «Die Leipziger Disputation im Jahre 1519» (1848);
- «Luthers erste und älteste Vorlesungen über die Psalmen 1513-1516» (Дрезден, 1876)
- и др.